# بلمورز (نیویورک)
بلمورز (به انگلیسی: The Bellmores) یک منطقهٔ مسکونی در ایالات متحده آمریکا است که در شهرستان نساو، نیویورک واقع شده‌است. بلمورز ۱۶٬۲۱۸ نفر جمعیت دارد.